# Alex Soares
Alexandre Miguel Barros Soares, noto semplicemente come Alex Soares (Lisbona, 1º marzo 1991), è un calciatore portoghese, centrocampista del Portimonense.